# エア・アンノボン
エア・アンノボン（Air Annobón）は赤道ギニアの航空会社。マラボ国際空港とバタ空港間で旅客定期便を運行している。

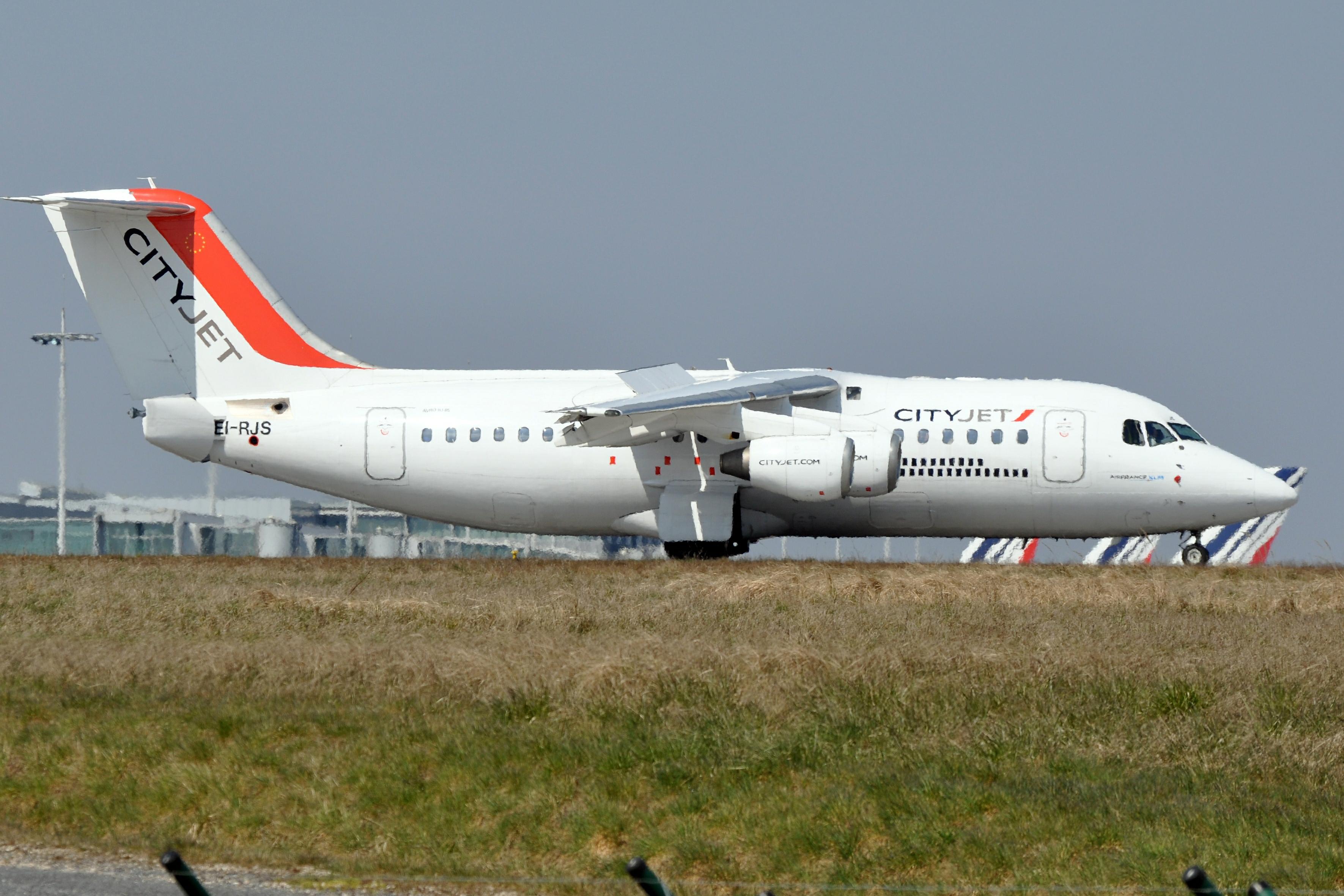
エア・アンノボンが2016年現在運用するアブロRJ85（以前の運用者であるシティジェット時代のもの）

## 就航路線
エア・アンノボンの就航路線は以下
なお，EU域内乗り入れ禁止航空会社であるため，EU域内には就航していない。

## 機材
エア・アンノボンの機材は以下
| 機材       | 運用中 | 発注済 | 座席数 | 備考         |
| ---------- | ------ | ------ | ------ | ------------ |
| アブロRJ85 | 1      | —      | 96     | 愛称はメバナ |